# Grzegorz Jarzyna
Grzegorz Jarzyna (ur. 4 lutego 1968 w Chorzowie) – polski reżyser teatralny. W latach 1998-2022 dyrektor artystyczny TR Warszawa (dawnego Teatru Rozmaitości), a w latach 2006–2012 także dyrektor naczelny. Wykładowca Akademii Sztuk Teatralnych im. Stanisława Wyspiańskiego w Krakowie.

## Życiorys
Studiował filozofię na Uniwersytecie Jagiellońskim i reżyserię w Państwowej Wyższej Szkole Teatralnej w Krakowie. Podczas studiów w PWST był asystentem Krystiana Lupy przy realizacji Lunatyków Hermanna Brocha w Starym Teatrze w Krakowie (1995). Rozgłos przyniosły mu już jego pierwsze przedstawienia oparte na tekstach klasycznych, które poddawał śmiałej reinterpretacji: Bzik tropikalny według Witkacego (1997), Magnetyzm serca na podstawie Ślubów panieńskich Aleksandra Fredry (1999), adaptacje wielkich powieści europejskich: Doktor Faustus Tomasza Manna (1999), Książę Myszkin według Idioty Fiodora Dostojewskiego (2000), przełamujące mieszczańską obyczajowość teksty współczesne: Niezidentyfikowane szczątki ludzkie Brada Frasera (1998), 4.48 Psychosis Sary Kane (2002), Między nami dobrze jest Doroty Masłowskiej (2009), a także opery: Così fan tutte Mozarta (2005), Gracz Prokofiewa (2009), L’enfant et les sortilieges Ravela (2011). Pasjonuje go łączenie gatunków, czego wyrazem był spektakl 2007: Macbeth według Shakespear’a (2005) oraz Giovanni na podstawie Don Giovanniego Wolfganga A. Mozarta i Don Juana Moliera (2006). Jest autorem wielu adaptacji i dwóch sztuk teatralnych, Medea Project i Areteia, oraz librett do oper Zygmunta Krauzego: Iwona, księżniczka Burgunda i Pułapka. W swoim dorobku ma również kilka realizacji telewizyjnych.
Spektakle Jarzyny są zapraszane na liczne festiwale i występy gościnne w Europie i na świecie, do tej pory pokazywane były m.in. w Avignionie, Edynburgu, Moskwie, Berlinie, Wiedniu, Sztokholmie, Londynie, Jerozolimie, Toronto, Wellington, Los Angeles i Nowym Jorku.
Jego ostatnie spektakle to Druga kobieta na podstawie scenariusza Johna Cassavetesa Opening Night (2014) oraz Męczennicy na podstawie dramatu Mariusa von Mayenburga (2015).
Od 1998 do 2022 dyrektor artystyczny TR Warszawa (dawniej Teatr Rozmaitości), a w latach 2006–2012 także dyrektor naczelny. Zrezygnował z pełnienia tej funkcji po konflikcie z zespołem aktorskim, który protestował domagając się jego odejścia. Pracownicy teatru oskarżyli go o przemoc, nadużycia finansowe i wywołanie kryzysu w teatrze.

## Realizacje

### Teatralne
- Bzik tropikalny według Witkacego – Teatr Rozmaitości w Warszawie (1997)
- Iwona, księżniczka Burgunda Witolda Gombrowicza – Stary Teatr im. Heleny Modrzejewskiej w Krakowie (1997)
- Niezidentyfikowane szczątki ludzkie i prawdziwa natura miłości Brada Frasera – Teatr Dramatyczny w Warszawie (1998)
- Magnetyzm serca według Ślubów panieńskich Aleksandra Fredry – Teatr Rozmaitości w Warszawie (1999)
- Doktor Faustus Tomasza Manna – Teatr Polski we Wrocławiu, koprodukcja z berlińskim Hebbel-Theater (1999)
- Książę Myszkin według Idioty Fiodora Dostojewskiego – Teatr Rozmaitości w Warszawie (2000)
- Uroczystość Thomasa Vinterberga i Mogensa Rukova – Teatr Rozmaitości w Warszawie (2001)
- 4.48 Psychosis Sarah Kane – Teatr Rozmaitości w Warszawie, koprodukcja z Teatrem Polskim w Poznaniu (2002)
- 4.48 Psychose Sarah Kane – Schauspielhaus w Düsseldorfie (2002)
- Im Dickicht der Städte (W dżungli miast) Bertolta Brechta – Schaubühne am Lehniner Platz w Berlinie (2003)
- Zaryzykuj wszystko George’a F. Walkera – TR Warszawa (2003)
- Bash Neila LaBute’a – TR Warszawa (2004)
- 2007: Macbeth według Williama Szekspira – TR Warszawa (2005)[8]
- Così fan tutte Wolfganga Amadeusa Mozarta – Teatr Wielki w Poznaniu (2005)
- Giovanni według Molière’a i Wolfganga Amadeusa Mozarta – spektakl TR Warszawa gościnnie w Teatrze Wielkim w Warszawie (2006)
- Medea. Ein Projekt von Grzegorz Jarzyna – Burgtheater w Wiedniu (2006)
- Der Löwe im Winter (Lew w zimie) według Jamesa Goldmana – Burgtheater w Wiedniu, koprodukcja z TR Warszawa (2007)
- Igrok (Le Joueur / The Gambler / Gracz) Siergieja Prokofjewa – Opéra National de Lyon (2009)
- T.E.O.R.E.M.A.T. na podstawie twórczości Piera Paolo Pasoliniego – TR Warszawa (2009)
- Między nami dobrze jest Doroty Masłowskiej – koprodukcja TR Warszawa i Schaubühne am Lehniner Platz w Berlinie (2009)[9]
- Areteia w ramach projektu „Odyseja Europa” – Schauspiel w Essen, koprodukcja TR Warszawa (2010)
- Fedra według Jeana Racine’a – Toneelgroep w Amsterdamie (2010)
- L’enfant et les sortilieges Maurice’a Ravela oraz Der Zwerg Alexandra Zemlinsky'ego – Bayerische Staatsoper, Monachium (2011)
- „Nosferatu” na motywach powieści Brama Stokera w Teatrze Narodowym w Warszawie (2011)
- Druga kobieta na podstawie scenariusza Johna Cassavetesa „Opening Night” – TR Warszawa (2014)
- Męczennicy na podstawie dramatu Mariusa von Mayenburga „Märtyrer” – TR Warszawa (2015)[10]
- Inni Ludzie Doroty Masłowskiej – TR Warszawa (2019)[11]
- 2020: Burza na podstawie „Burzy” Williama Shakespeare'a (2020)[12]

### Teatr TV
- Historia Witolda Gombrowicza (1998)
- Bzik tropikalny według Witkacego (1999)
- 2007: Macbeth według Williama Szekspira (2007)

### Film
- Między nami dobrze Doroty Masłowskiej – TR Warszawa, koprodukcja Narodowy Instytut Audiowizualny (2014)
- Inni Ludzie Doroty Masłowskiej – TR Warszawa (2020)

## Najważniejsze nagrody i odznaczenia
- 1999 – Paszport „Polityki” – nagroda tygodnika „Polityka” w kategorii teatru
- 2000 – nagroda w kategorii „najlepsza reżyseria” za spektakl Magnetyzm serca na X Festiwalu „Kontakt” w Toruniu
- 2000 – nagroda reżyserska za inscenizację tekstu Magnetyzm serca na XXV Ogólnopolskich Konfrontacjach Teatralnych „Klasyka polska"
- 2002 – Nagroda Ministra Spraw Zagranicznych za wybitne zasługi dla promocji Polski na świecie
- 2004 – Złoty Order z okazji 300-lecia St. Petersburga
- 2005 – Nagroda im. Stanisława Ignacego Witkiewicza[13]
- 2007 – austriacka nagroda Nestroy Preise w kategorii „najlepsza reżyseria” za spektakl Medea. Projekt
- 2009 – nagroda główna za reżyserię spektaklu Między nami dobrze jest na IX Ogólnopolskim Festiwalu Dramaturgii Współczesnej „Rzeczywistość przedstawiona” w Zabrzu
- 1999 i 2009 – Nagroda im. Konrada Swinarskiego przyznawana przez czasopismo „Teatr”[14]
- 2010 – Nagroda Ministerstwa Kultury i Dziedzictwa Narodowego za szczególne osiągnięcia artystyczne
- 2010 – nagroda za reżyserię spektaklu T.E.O.R.E.M.A.T. w Ogólnopolskim Konkursie na Teatralną Inscenizację Dawnych Dzieł Literatury Europejskiej
- 2011 – Srebrny Medal „Zasłużony Kulturze Gloria Artis”[15]
- 2013 – Krzyż Kawalerski Orderu Odrodzenia Polski[16]
- 2014 – nagroda za całokształt twórczości na 19. Istanbul Theatre Festival
- 2015 – główna nagroda konkursowa Jantar 2015 im. Stanisława Różewicza za reżyserię filmu Między nami dobrze jest na XXXIV Festiwalu Debiutów Filmowych „Młodzi i Film” w Koszalinie